# Lex Cornelia de XX quaestoribus
Die Lex Cornelia de XX quaestoribus (lat.: Quästor = definierter Amtsträger; XX = zwanzig; ausgeschrieben: lex Cornelia de viginti quaestoribus) war ein von den Tributkomitien beschlossenes Staatsreformgesetz des römischen Machthabers Sulla.
Zur Abstimmung brachte Sulla das Gesetz in seiner Zeit als Diktator, zwischen 82 und 79 v. Chr. Das Gesetz ist teilweise inschriftlich erhalten und in den „Fontes Iuris Romani ante Anteiustiniani“ (FIRA) dokumentiert. ist in den Annalen von Tacitus bezeugt. Kardinaler Gegenstand des Gesetzes war die Stärkung der Position der Quästoren. Er hob ihre Anzahl auf 20 an.
Die Gesetz zählt zu den leges publicae, denn Bedeutung hatte es vornehmlich für das öffentliche Prozessrecht. Tacitus berichtet, dass die Anhebung der Quästorenzahl deshalb in erster Linie darauf beruhte, dass Sulla sicher gehen wollte, genügend Personal zur Besetzung der Senatorenbänke zur Verfügung zu haben. Er brauchte sie für die neu geschaffenen Gerichtshöfe, die im Rahmen der Umstrukturierung des Gerichtswesens entstanden waren. Es galt die iudicia publica mit Personal auszustatten, wobei seine Vorstellung dahin ging, dass ausschließlich Senatoren in Betracht kamen. Damit wurde die Quästur Einstiegsvoraussetzung für ein Amt im Senat.
Zu den ungeklärten Fragen zählt, von welcher Zahlbasis bei der Anhebung auf zwanzig auszugehen ist. Theodor Mommsen ging von acht Quästoren aus. Wolfgang Kunkel vermutet eher, dass aufgrund der Expansion des Imperiums durch die Unterwerfung Italiens und aufgrund der sprudelnden Erlöse (vectigalia) aus den Provinzen längst mehr Quästoren im Amt gewesen sein müssen. Da die Quästoren die Zuständigkeit für die Verwaltung der Staatsfinanzen zukam, wurden umso mehr von ihnen benötigt, je größer der Staat wurde. Die üppige Kriegskasse musste verwaltet werden, Beute und Erlöse waren an die Staatskasse (aerarium populi Romani) und an sonstige Berechtigte zu verteilen, und es musste umfangreich Rechnung darüber geführt werden. Kunkel geht deshalb von etwa zehn bis zwölf Quästoren ab der Zeit des hannibalischen Krieges aus. Die Quellen schweigen sich dazu aus, denn sie berichten über keine Veränderungen der Personaldichte seit 267 v. Chr. Bekannt ist nur, dass – ausgehend von ursprünglich vier Stellen – „angehoben“ worden sei. Selbst für 267 v. Chr. gibt die Quellenlage nicht her, dass auf acht angehoben worden sei, wovon Mommsen mit Teilen der historischen Rezeption immer wieder ausgeht. Allein für 421 v. Chr. ist überliefert, dass zügig nach Errichtung des Zwölftafelgesetzes, von zwei auf vier vermehrt worden sei. In der Endphase der Republik erhöhte Cäsar auf 40 Quästoren, was wohl weniger administrativer Aufgabenerfüllung geschuldet war, als eher Belohnungszwecken. Cäsars Nachfolger, der erste Princeps des Kaiserreichs, Augustus, senkte die Anzahl wohl wieder auf 20 ab.
Auch griff Sulla – ausweislich der lex – in die Organisation des Apparitorenwesens ein. Er stockte die Decurien der quästorischen Hilfsbeamten von drei auf vier auf. Betroffen waren die Amtsboten (viatores) und die Ansager (praecones), die Dreijahresperioden absolvierten.